# Carevič
Carevič (rusky царевич) je titul náležící synům carů. Ženským ekvivalentem je carevna. 

## Historie
Po vydání Výnosu o následnictví cara Pavla I. roku 1797, byl titul zrušen a nahrazený novým titulem pro následníka trůnu - cesarevič. Mladším bratrům následníka byl určen nový titul velkokníže.
Historicky, termín byl také aplikován na potomky chánů (carů) kazaňských, kasimovských a sibiřských poté, co tyto byly tyto chanáty dobyty Ruskem. 
Potomci sesazeného královského rodu Gruzie (batonišvili) užívali titul carevič až do roku 1833, kdy byli po neúspěšném převratu s cílem obnovit gruzínskou monarchii degradováni na knížata (kňaz).